# Frederic George Stephens
Frederic George Stephens, född 10 oktober 1827 i Walworth, London, död 9 mars 1907 i London, var en brittisk målare, konstkritiker och skribent. Han var en medlem av det prerafaelitiska brödraskapet.

## Biografi

### Utbildning
Stephens växte upp i Lambeth i södra London. Hans föräldrar var Septimus Stephens, ursprungligen från Aberdeen, och Ann (född Cook). Stephens drabbades av en olycka 1837 och fick fysiska men för livet. Detta ledde till att han undervisades privat under barndomen. Han utbildade sig senare vid University College School i London. År 1844 började Stephens studera vid Royal Academy Schools och kom där i kontakt med konstnärerna John Everett Millais och William Holman Hunt. Han anslöt sig till deras prerafelitiska brödraskap 1848.

### Karriär

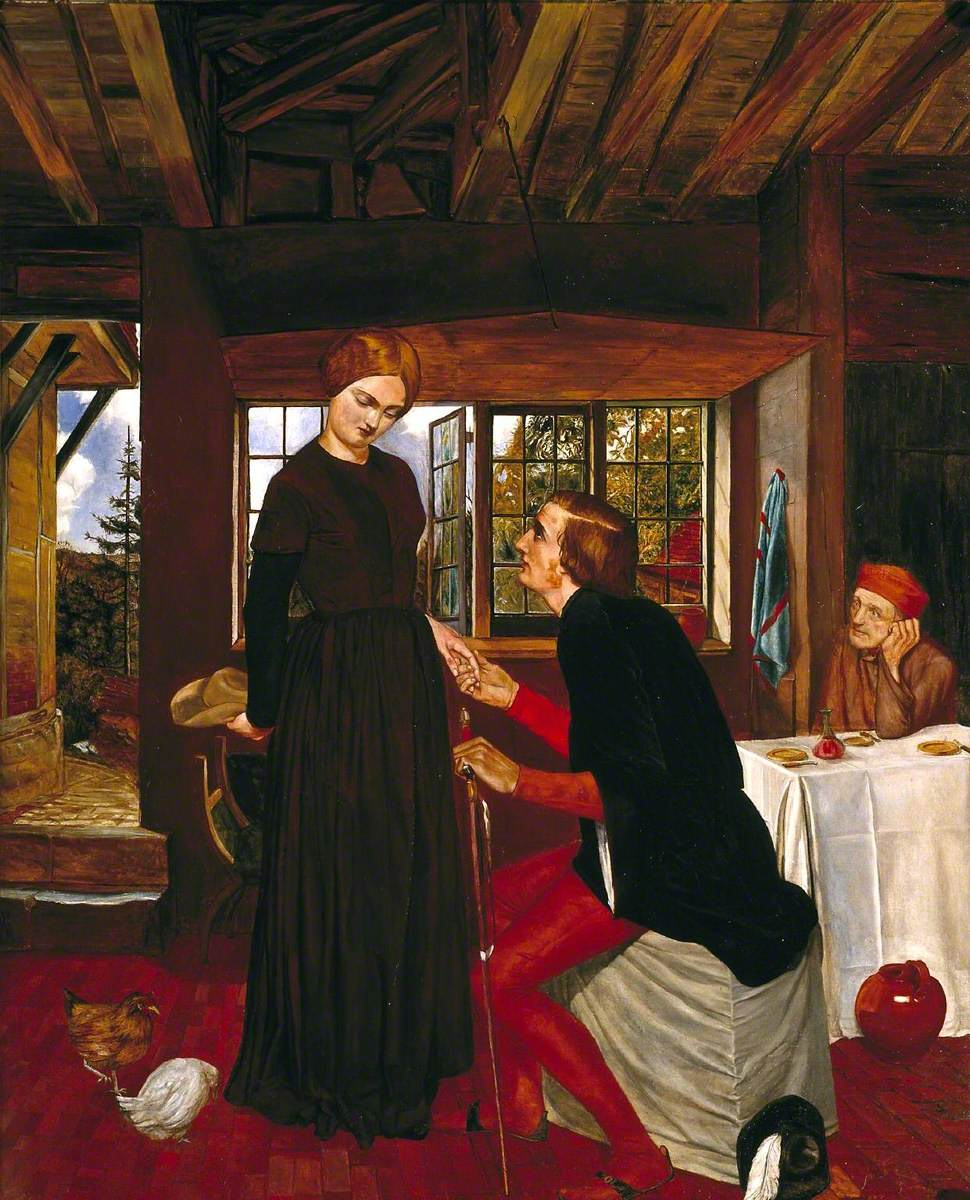
Frieriet (Markisen och Griselda) av Frederic George Stephens, 1850–1851. Tate Britain. Motivet är inspirerat av Geoffrey Chaucers Canterburysägner.

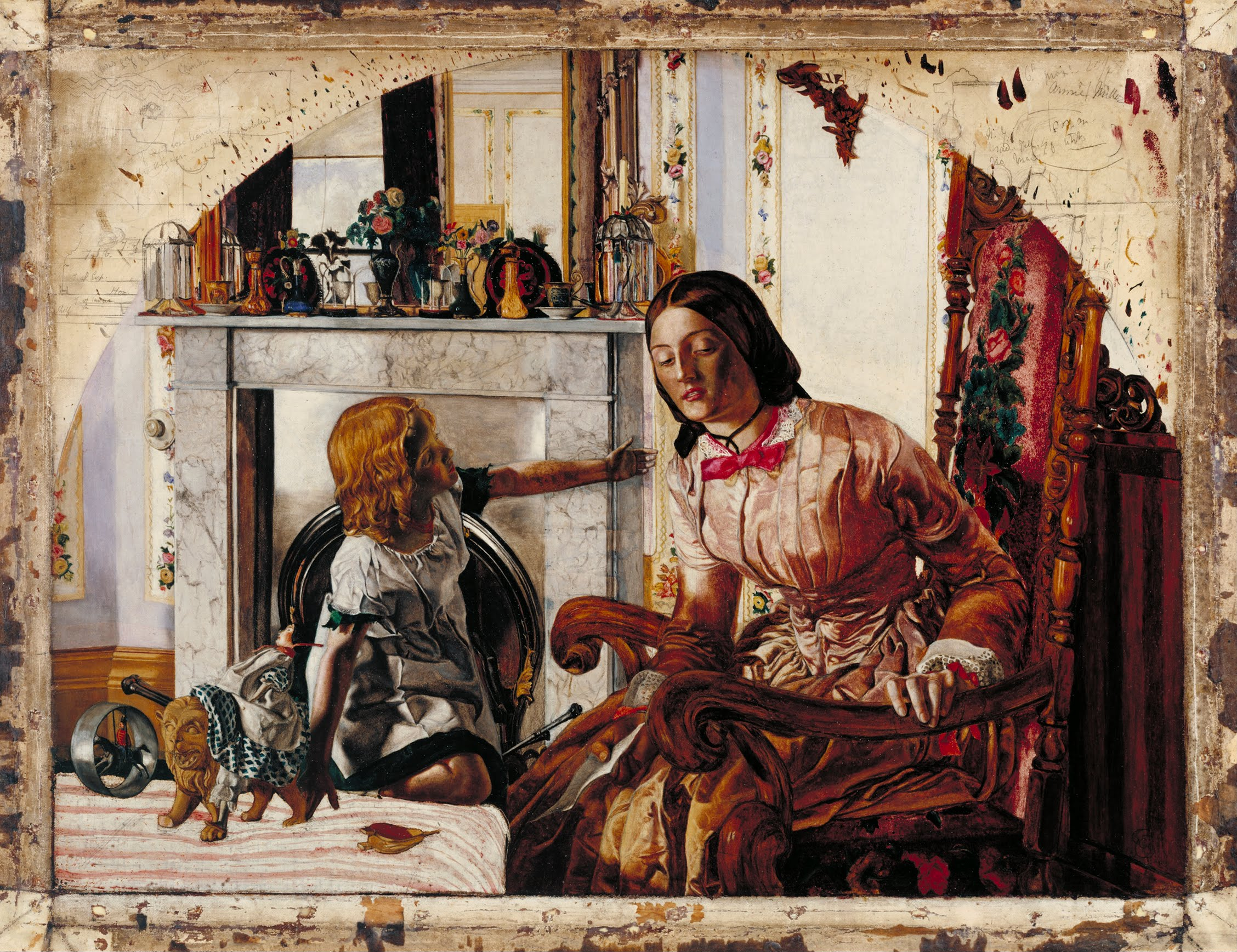
Mor och barn av Frederic George Stephens, cirka 1854–1856. Tate Britain.

Stephens satsade ursprungligen på en karriär som målare, men ansåg själv att hans konstnärliga förmåga var begränsad. Han bestämde sig så småningom för att uteslutande ägna sig åt författarskap och undervisning i konst. Sent i livet påstod Stephens att han hade förstört alla sina egna konstverk, vilket inte visade sig vara sant. Några av hans verk finns idag i Tates samlingar.
Stephens arbetade som konstkritiker och bildredaktör för litteraturmagasinet The Athenaeum mellan 1860 och 1901. Som frilansskribent författade han även texter för en rad konstmagasin, såsom The Art Journal och The Portfolio, samt för prerafelitiska brödraskapets egen publikation, The Germ. Han skrev dessutom artiklar som publicerades i internationella konstmagasin runtom i Europa och USA. Stephens publicerade också flera böcker som behandlade ämnet konsthistoria.
Stephens hade en konservativ syn på modern konst och ogillade särskilt impressionism, vilket var anledningen till att han avslutade sitt uppdrag som skribent för The Athenaeum efter drygt 40 år.

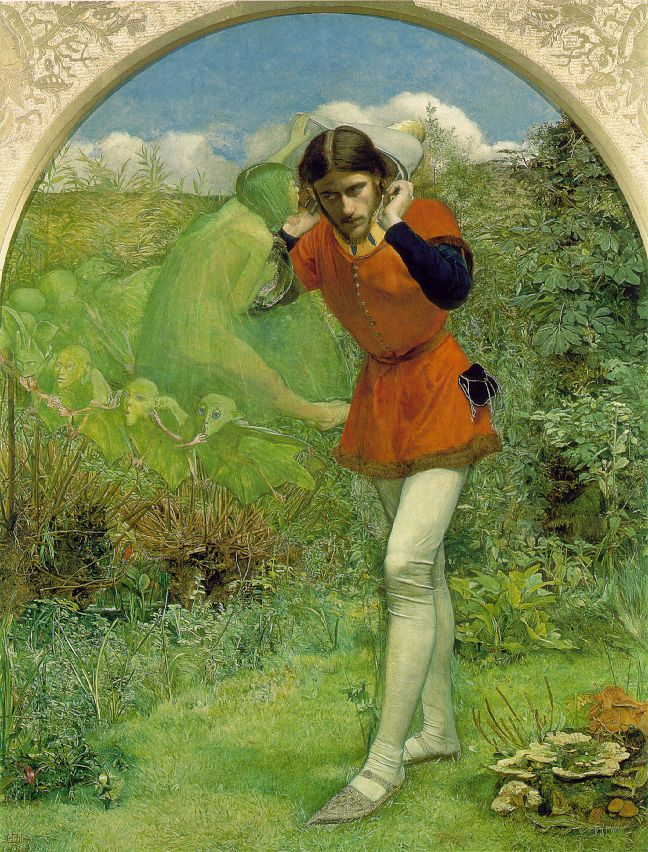
Ferdinand lockas av Ariel av John Everett Millais, 1850. Stephens är porträtterad som Ferdinand från William Shakespeares Stormen.

Stephens stod ofta modell för övriga prerafeliter. Han finns bland annat avbildad i John Everett Millais verk Ferdinand lockas av Ariel (1850) och Ford Madox Browns Jesus tvättar Petrus fötter (1852–56).

### Privatliv
Stephens gifte sig med konstnären Rebecca Clara Dalton 1866. Paret var bosatta i Hammersmith, London. Deras son var järnvägsingenjören Holman Fred Stephens (1868–1931). Stephens är begravd på Brompton Cemetery i London. Efter hans änkas död 1916, såldes stora delar av Stephens samling av konst och litteratur på auktion. Sonen skänkte emellertid en del av faderns samlade konstverk till Tate Britain.